# アスパラギン酸-1-デカルボキシラーゼ
アスパラギン酸-1-デカルボキシラーゼ(Aspartate 1-decarboxylase、EC 4.1.1.11)は、以下の化学反応を触媒する酵素である。
L-アスパラギン酸 {\displaystyle \rightleftharpoons } β-アラニン + CO2
従って、この酵素の1つの基質はL-アスパラギン酸、2つの生成物はβ-アラニンと二酸化炭素である。
この酵素はリアーゼ、特に炭素-炭素結合を切断するカルボキシリアーゼに分類される。系統名は、L-アスパラギン酸 1-カルボキシリアーゼ (β-アラニン形成)(L-aspartate 1-carboxy-lyase (beta-alanine-forming))である。他に、aspartate alpha-decarboxylase、L-aspartate alpha-decarboxylase、aspartic alpha-decarboxylase、L-aspartate 1-carboxy-lyaseとも呼ばれる。この酵素は、アラニン、アスパラギン酸の代謝及びβ-アラニンの代謝に関与している。

## 構造
2007年末時点で、12の構造が解明されている。蛋白質構造データバンクのコードは、1AW8、1PPY、1PQE、1PQF、1PQH、1PT0、1PT1、1PYQ、1PYU、1UHD、1UHE及び2C45である。